# Elaenia pallatangae
Az Elaenia pallatangae a madarak osztályának verébalakúak (Passeriformes) rendjébe a királygébicsfélék (Tyrannidae) családjába tartozó faj.

## Rendszerezése
A fajt Philip Lutley Sclater angol ügyvéd és zoológus írta le 1862-ben.

## Alfajai
- Elaenia pallatangae davidwillardi Dickerman & W. H. Phelps, 1987
- Elaenia pallatangae exsul Todd, 1952
- Elaenia pallatangae intensa Zimmer, 1941
- Elaenia pallatangae olivina[2] Salvin & Godman, 1884 vagy Elaenia olivina[1]
- Elaenia pallatangae pallatangae P. L. Sclater, 1862[2]

## Előfordulása
Az Andok-hegységben, Bolívia, Brazília, Ecuador, Guyana, Kolumbia, Peru és Venezuela területén honos. Természetes élőhelyei a szubtrópusi és trópusi síkvidéki és hegyi esőerdők és cserjések. Állandó, nem vonuló faj.

## Megjelenése
Testhossza 14 centiméter, 15-19 gramm.

## Életmódja
Rovarokkal és gyümölcsökkel táplálkozik.

## Természetvédelmi helyzete
Az elterjedési területe rendkívül nagy, egyedszáma pedig stabil. A Természetvédelmi Világszövetség Vörös listáján nem fenyegetett fajként szerepel.